# W. Lee Wilder
William Lee Wilder (Sucha Beskidzka, 22 agosto 1904 – Los Angeles, 14 febbraio 1982) è stato uno sceneggiatore, produttore cinematografico e regista austriaco naturalizzato statunitense, fratello del più celebre regista Billy Wilder.

## Biografia
Wilder originariamente era un produttore di borse con sede a New York, Wm. Wilder Co., Inc. Original Handbags, prima di dirigersi a Hollywood nel 1945 per produrre film. 
Fonda la sua società di produzione cinematografica e ha prodotto il suo primo film The Great Flamarion nel 1945 ed ha diretto il suo primo film The Glass Alibi l'anno successivo. 
Dal 1949 al 1950, Wilder diresse, scrisse e produsse 16 cortometraggi musicali con spiritual tradizionali e musica folk. Negli anni '50 Wilder ha formato una società di produzione cinematografica chiamata Planet Filmplays, dove ha prodotto e diretto diversi film di fantascienza a basso costo con sceneggiature scritte da suo figlio Myles.

## Filmografia parziale

### Regista
- The Glass Alibi (1946)
- Yankee Fakir (1947)
- The Pretender (1947)
- The Vicious Circle (1948)
- Lo sfruttatore (Once a Thief) (1950)
- Tre passi a nord (Three Steps North), (1951)
- Il fantasma dello spazio (Phantom from Space), (1953)
- Guerra tra i pianeti (Killers from Space), (1954)
- The Snow Creature (1954)
- The Big Bluff, (1955)
- Il tesoro dei corsari (1956)
- Fright (1956)
- The Man Without a Body (1957)
- Spy in the Sky! (1958)
- Le 10 lune di miele di Barbablù (1960)
- Caxambu! (1967)
- The Omegans (1968)